# 토미 밀론
토마소 앤서니 "토미" 밀론(영어: Tomaso Anthony "Tommy" Milone, 1987년 2월 16일 ~ )은 전  메이저 리그 투수이다. 2011년에 메이저 리그에 데뷔했으며 워싱턴 내셔널스와 오클랜드 애슬레틱스 등의 팀에서 뛰었다.